# Acanthemblemaria maria
Acanthemblemaria maria är en fiskart som beskrevs av Böhlke, 1961. Acanthemblemaria maria ingår i släktet Acanthemblemaria och familjen Chaenopsidae. Inga underarter finns listade i Catalogue of Life.